# 施從濱
施從濱（1867年—1925年），字好善，號漢亭，生於安徽桐城孔城，民國初年北洋奉系軍閥。

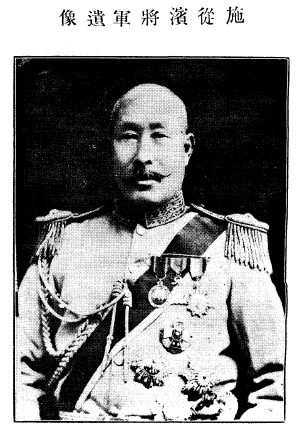
施從濱將軍

## 生平

### 早年生活
施從濱有三個弟弟；他最小的弟弟施從雲是灤州兵變的發起者之一。他在年幼時即進入私塾就讀，並在1882年前後加入淮軍將領吳長慶所率領的部隊；後來，他又進入北洋新軍。

### 軍事生涯
光緒三十三年（1907年），他進入講武堂學習。
宣統元年（1909年），他被授與陸軍少將加中將銜。辛亥革命後，加入連署《段祺瑞等要求共和電》，逼退清帝。
民國三年（1914年），他出任鎮江鎮守使及第一混成旅旅長。民國五年（1916年），他成為張宗昌部下並出任陸軍第一師師長，後歸張作霖節制並駐紮於濟寧。民國十二年（1923年），他成為張宗昌屬下第二軍軍長。

### 戰敗被俘殺
1925年10月，直奉战争爆發；張作霖任命張宗昌為江蘇善後督辦、施從濱為安徽善後督辦，以南下迎擊孫傳芳部隊。隨後，張宗昌任命施從濱為前敵總指揮，並自山東兗州、泰安開拔南進。
在蚌埠地區作戰中，施從濱乘坐裝甲車督陣，但是隨即在固鎮戰鬥戰敗，其本人也被孫傳芳部下謝鴻勛俘虜。
1925年10月，孫傳芳命李寶璋在蚌埠站南側將施從濱斬首並暴屍三日。

## 家庭生活
他與妻子董氏育有兒女數人；其中，施谷蘭在1935年暗殺孫傳芳以為他報仇。